# (88) Thisbe
(88) Thisbe – planetoida z pasa głównego planetoid okrążająca Słońce w ciągu 4 lat i 224 dni w średniej odległości 2,77 au. Została odkryta 15 czerwca 1866 roku w Clinton w stanie Nowy Jork przez Christiana Petersa. Tysbe i Pyram to babilońscy kochankowie, występujący m.in. w Śnie nocy letniej Williama Szekspira.